# Stavební povolení

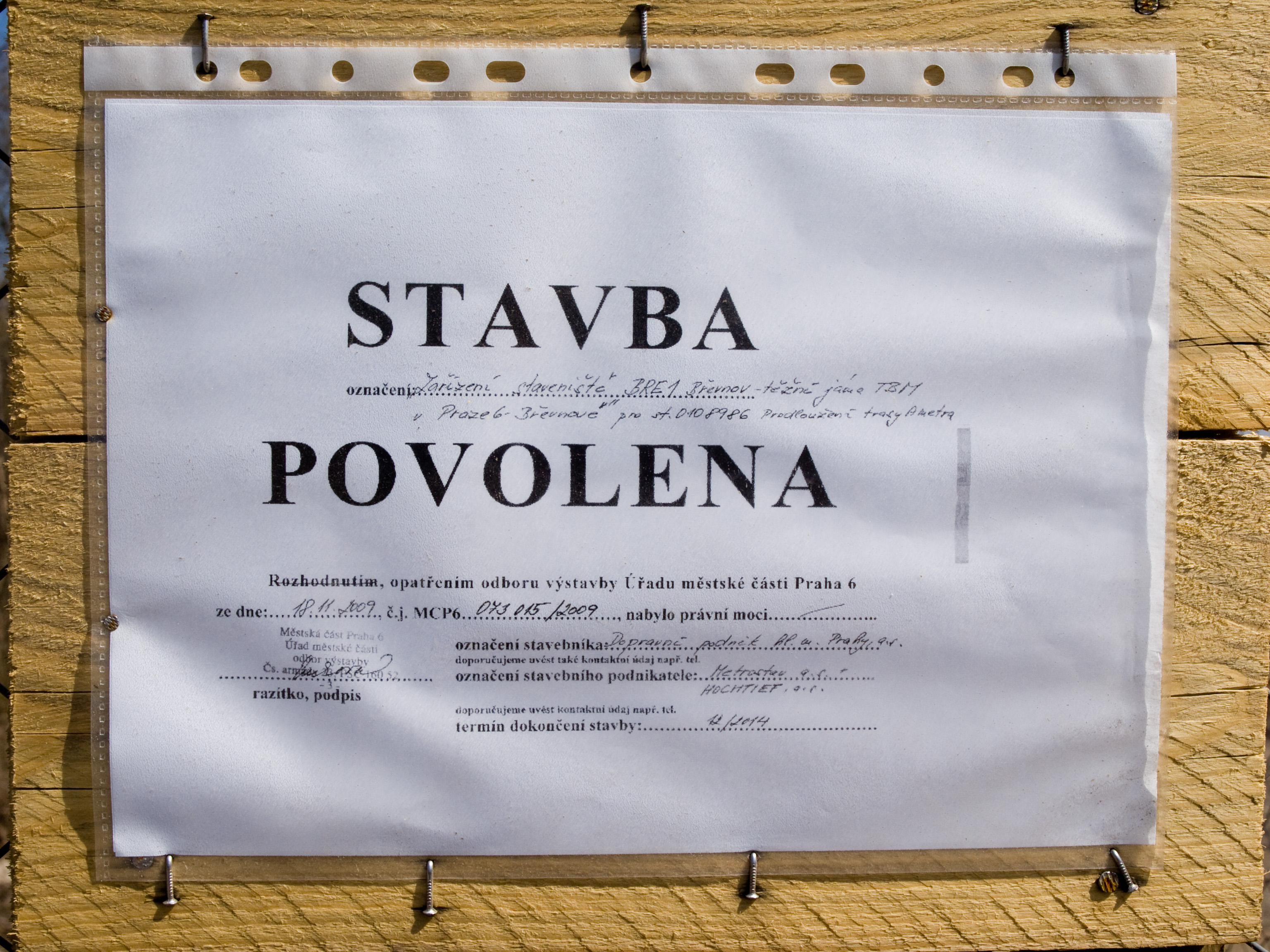
Stavební povolení při stavbě pražského metra na Vypichu v roce 2010

Stavební povolení je licence, která je potřeba ke stavbě či stavebním úpravám, pravidla jejího získání se liší podle jednotlivých států.
V Česku toto povolení vydává místní Stavební úřad na požádání a při splnění podmínek. Stavební povolení vyžadují stavby se zastavěnou plochou větší než 150 m², nebo když zasahují do nosných konstrukcí domu či jiného objektu. Při menších zásazích je potřeba činnost nahlásit, drobné úpravy staveb lze provádět bez povolení. Konkrétněji o tom na kterou stavbu je potřeba stavební povolení pojednává Stavební zákon ve č. 283/2021 Sb. Při podávání žádosti o stavební povolení je třeba vyplnit náležitý formulář žádosti, který je dostupný na úřadě či digitálně přes Portál stavebníka. Dokumentaci pro stavební povolení zpracovává fyzická osoba. Vydání stavebního povolení v Česku trvá 30 až 60 dní, přičemž se za něj platí poplatek 300 až 3000 Kč. Při odmítnutí žádosti má dotyčný právo se odvolat. Při přijmutí je třeba umístit stvrzení o povolení k dané stavbě.

## V Česku
V roce 2023 měl v Česku začít platit tzv. Nový stavební zákon, jehož cílem má být zjednodušení práce úředníků a stavebníků. Výsledkem má být zkrácená doba čekání na povolení stavby, což má zapříčinit například kratší doba rozhodnutí stavebního úřadu či rozsáhlejší digitalizace. Nový stavební zákon začal být účinný roku 2024. Nové digitální stavební řízení však mělo závažné nedostatky.

### K vodním dílům
Stavební povolení k vodním dílům dle § 15 zákona č. 254/2001 Sb. (vodní zákon) vydává příslušný vodoprávní úřad jako speciální stavební úřad. Vodní zákon stanoví, že k provedení vodních děl, k jejich změnám a změnám jejich užívání, jakož i k jejich zrušení a odstranění je třeba povolení vodoprávního úřadu. Toto povolení je podle vodního zákona vázano na povolení k nakládání s vodami. Povolení k provedení nebo změně vodního díla, které má sloužit k nakládání s vodami povolovanému podle § 8 vodního zákona, může být vydáno jen v případě, že je povoleno odpovídající nakládání s vodami nebo se nakládání s vodami povoluje současně s povolením k provedení nebo změně vodního díla (§ 9 odst. 5 vodního zákona).